# Seymour Liebergot
Seymour Abraham « Sy » Liebergot est un ingénieur en aérospatial américain né le 15 février 1936 à Camden.
Il travaille notamment pour la National Aeronautics and Space Administration (Nasa) lors du programme Apollo et des programmes suivants. Liebergot est par exemple contrôleur de vol EECOM (Electrical, environmental, and consumables manager) et est à ce titre responsable des systèmes électriques et environnementaux à bord du module de commande et de service Apollo sur plusieurs missions Apollo. En 1970, il fait partie de l'équipe qui aide Apollo 13 à revenir sur Terre après son accident.
Dans le film Apollo 13, Seymour Liebergot est joué par Clint Howard, le frère du réalisateur Ron Howard.